# Farní sbor Českobratrské církve evangelické v Strmilově
Farní sbor Českobratrské církve evangelické v Strmilově je sborem Českobratrské církve evangelické v Strmilově. Sbor spadá pod Jihočeský seniorát.
Farářkou je Ludmila Míchalová Mikšíková a kurátorem sboru Ladislav Svoboda.
Sbor byl ustaven jako samostatný roku 1946 s kazatelskými stanicemi Studená a Zahrádky. V listopadu 2012 byla zrušena kazatelská stanice ve Studené. Sbor má tedy již jen jednu kazatelskou stanici v Zahrádkách.

## Faráři sboru
- Antonín Stanislav (vikář ve Velké Lhotě pro Strmilov; 1937–1938)
- Miroslav Janeba (vikář ve Velké Lhotě pro Strmilov; 1938–1943)
- Karel Matějka (vikář ve Velké Lhotě pro Strmilov 1944–1946; strmilovský farář 1946–1955)
- Milan Balabán (1955–1966)
- Jiří Tomeš (1967-1982)
- Pavel Skála (1984–1989)
- Jaroslav Pechar (1998–2009); kovová socha J. Pechara hrajícího na nohar u kostela ve Strmilově
- Drahomír Frühbauer (2009–2012)
- Ludmila Míchalová Mikšíková (2014–)

## Kostely
- Evangelický kostel ve Strmilově, s farou, za ním evangelický hřbitov ve Strmilově, s hrobem Viléma Martínka
- Evangelický kostel v Zahrádkách s evangelickým hřbitovem v Zahrádkách